# قورباغه مانداب
قورباغه مانداب یا قورباغه معمولی (نام علمی: Pelophylax ridibundus) گونه‌ای قورباغه میان‌جثه با رنگ‌های متنوع بر روی بدن است که بومی اروپا است، اما در مناطق گسترده‌ای از آسیا و ایران نیز یافت می‌شود. این قورباغه به همراه قورباغه سبز و قورباغه آبی گروه «قورباغه‌های سبز» را تشکیل می‌دهند. قورباغه مانداب در برکه‌های عمیق، دریاچه‌ها، رودخانه‌ها و کناره‌های آبی سراسر قاره اروپا یافت می‌شود.
اندازه بدن این قورباغه حدود ۱۳ سانتی‌متر است و رنگ بدنش در مناطق گوناگون اکولوژیکی تفاوت دارد. به گونه کلی، رنگ پشت آن سبز تا زیتونی و قهوه‌ای تیره همراه با تعداد کم و بیش لکه‌های تیره یا سبز تیره است. غذای این دوزیست را سوسک‌ها، کرم‌ها، لاروهای عنکبوت‌های آبی، حلزون‌ها، و سایر موجودات زنده تشکیل می‌دهند.